# Roger Manderscheid

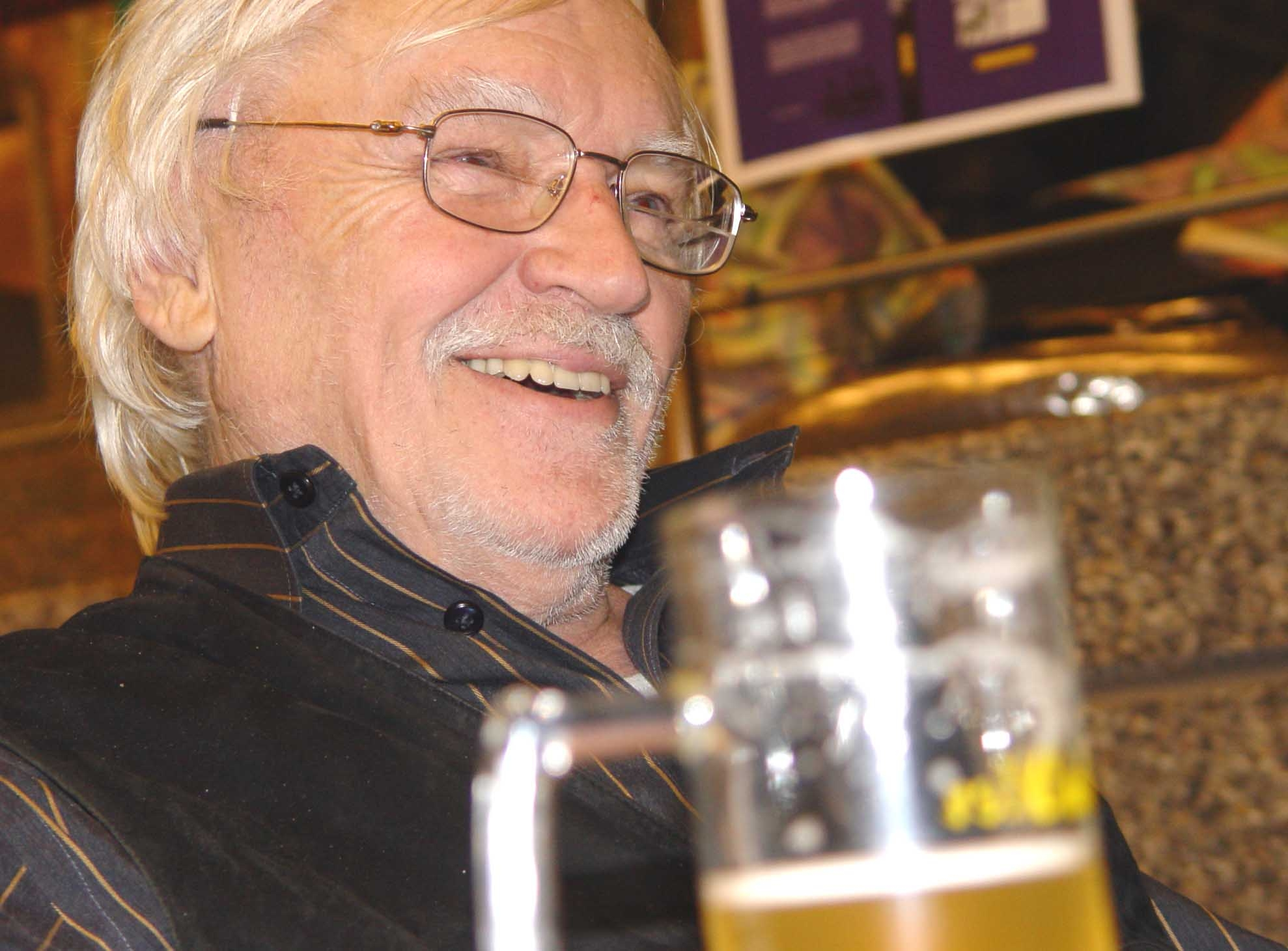
Roger Manderscheid

Roger Manderscheid (Itzig, 1 de março de 1933 - 1 de junho de 2010) foi um escritor de Luxemburgo. Ele venceu o primeiro Prêmio Servais  em 1992 por De Papagei um Käschtebam.